# Oye-et-Pallet
Oye-et-Pallet – miejscowość i gmina we Francji, w regionie Burgundia-Franche-Comté, w departamencie Doubs.
Według danych na rok 1990 gminę zamieszkiwało 467 osób, a gęstość zaludnienia wynosiła 45 osób/km² (wśród 1786 gmin Franche-Comté Oye-et-Pallet plasuje się na 333. miejscu pod względem liczby ludności, natomiast pod względem powierzchni na miejscu 414.).